# Wet Wet Wet
Wet Wet Wet é uma banda escocesa formada nos anos 80. Ela emplacou sucessos nas paradas do Reino Unido e pelo mundo nos anos 80 e 90. A banda é composta por Graeme Clark (baixo e vocal), Tommy Cunningham (bateria e vocal), e Neil Mitchell (teclado e vocal). O principal vocalista e membro fundador Marti Pellow deixou a banda em 28 de Julho de 2017 para seguir carreira solo. Um quinto membro, não oficial, Graeme Duffin (guitarra e vocal), tem estado com a banda desde 1983. A banda foi indicada para Best British Newcomer (banda revelação) no Brit Awards de 1988.
Ficou mais conhecida em 1994 com a regravação do sucesso de 1960 "Love Is All Around" da banda The Troggs, a qual compôs a trilha sonora do filme Quatro Casamentos e um Funeral. Foi um grande sucesso internacional e permaneceu por 15 semanas no topo das paradas britânicas. A música caiu para segundo lugar uma semana antes de igualar o recorde de single com maior tempo em primeiro lugar no Reino Unido, que pertence a "(Everything I Do) I Do It for You" de Bryan Adams.

## História

### Formação e primeiros anos: 1982–1987
O quarteto formado na Clydebank High School em Clydebank, Escócia, em 1982, com o nome "Vortex Motion", ticava principalmente covers do The Clash e Magazine. "Era o crime, a assistência social, o futebol, ou a música — e nós escolhemos a música," disse Tommy Cunningham.
Clark e Cunningham se conheceram no ônibus escolar e se tornaram grandes amigos. O amigo em comum Neil Mitchell, a pedido dos amigos, prometeu fornecer um teclado quando juntasse dinheiro suficiente para comprar. Para completar o quarteto, Clark trouxe Mark McLachlan, que na época estava estudando para ser pintor e decorador. Ele disse, "No intervalo todos fomos para os fundos para fumar, e lá no canto ficava aquele garoto quieto que falava pouco, mas quando ele cantava, todos escutavam." Foi em algum momento em 1983 que Graeme Duffin se juntou ao Wet Wet Wet. Ele havia pertencido a uma banda em Glasgow chamada New Celeste com a qual gravara dois albuns High Sands and the Liquid Lake (1977) em Holland (com notas de Billy Connolly) pela gravadora Universe e On the Line (1979) em Berlin pela Hansa Records. A banda combinava músicos de folk, rock e jazz.
"Na época haviam Duran Duran, Talk Talk – nomes com palavras duplicadas; nós apenas adicionamos mais uma para confundir as pessoas. E nós olharíamos para fora e veríamos a chuva cair. Isso pareceu muito relevante para Glasgow."
Com a formação completa, os ensaios ocorriam na cozinha da Sra. Clark. Eles ensaiaram por cerca de dois anos, trabalhando em produção musical e técnicas de escrita. Eles finalmente fizeram sua estreia na Glasgow Nightmoves.

## Membros
- Marti Pellow (vocal)
- Tommy Cunningham (bateria)
- Graeme Clark (baixo)
- Neil Mitchell (teclados)
- Graeme Duffin (guitarra)  (Músico convidado que participa da banda desde 1983)

## Discografia

### Álbuns de estúdio
- Popped In Souled Out (1987)
- The Memphis Sessions (1988)
- Holding Back the River (1989)
- High on the Happy Side (1992)
- Cloak & Dagger (1992)
- Picture This (1995)
- 10 (1997)
- Timeless (2007)

### Álbuns ao vivo
- Wet Wet Wet: Live (1990)
- Wet Wet Wet: Live at the Royal Albert Hall (1993)

### Compilações
- End of Part One: Their Greatest Hits (1993)
- Part One (1994)
- Wet Wet Wet: The Greatest Hits (2004)